# Semitecolo

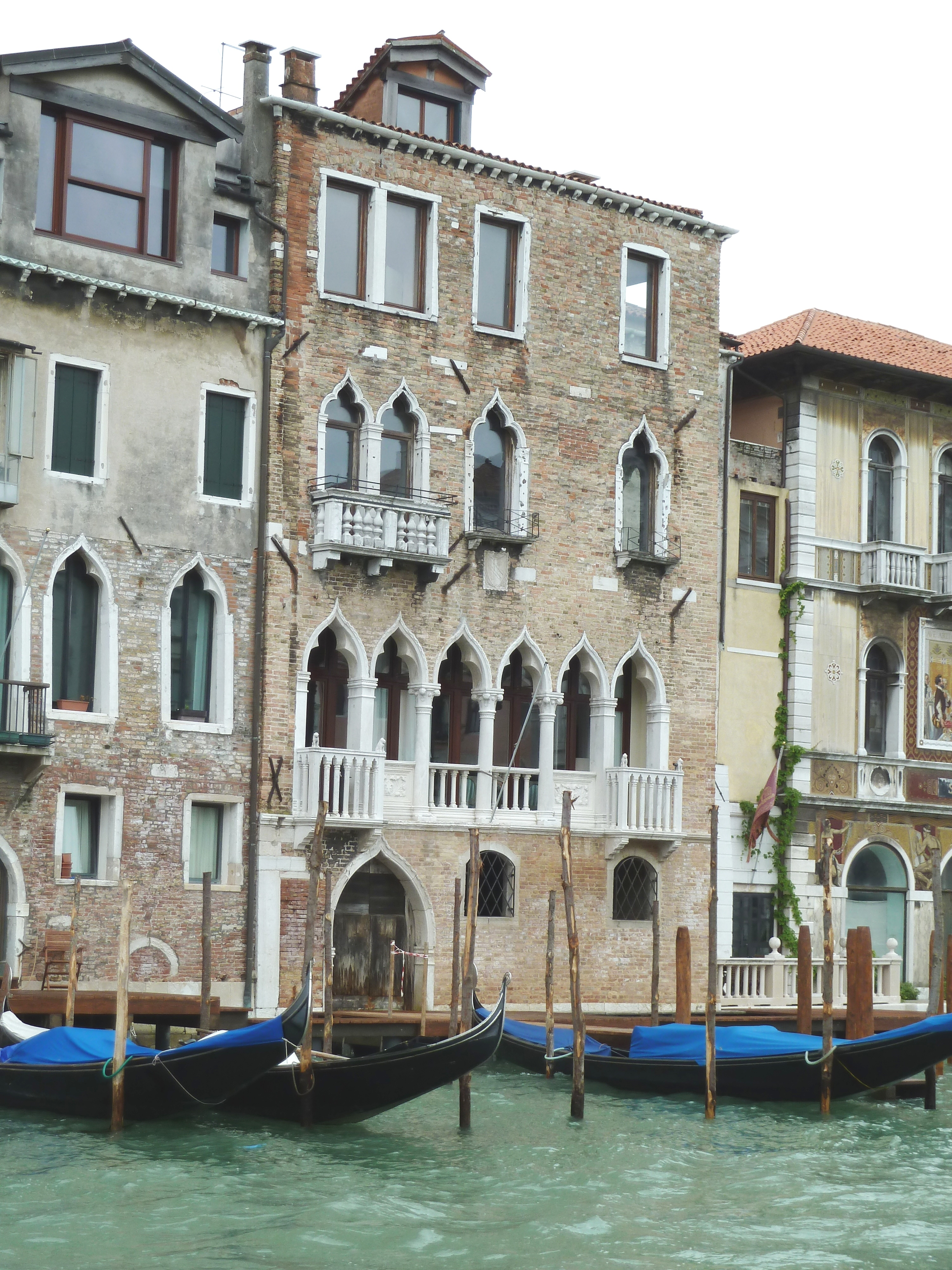
Palazzo Orio Semitecolo Benzon sul Canal Grande

I Semitecolo furono una famiglia patrizia veneziana, annoverata fra le cosiddette Case Nuove.

## Storia
Secondo la tradizione, i Semitecolo si trasferirono a Venezia dall'Istria, forse nell'anno 843.
Membri dell'antico Consilium cittadino, furono tra le famiglie incluse nella serrata del Maggior Consiglio del 1297. 
Nei secoli successivi, gli esponenti del Casato si stabilirono per lo più nelle colonie veneziane del ducato di Candia.
Alla caduta della Repubblica, la famiglia si trovava distinta in due differenti rami, uno residente a Venezia, l'altro a Treviso; entrambi furono confermati nobili dal governo imperiale austriaco con due Sovrane Risoluzioni del 1817.

## Luoghi e architetture
- Palazzo Orio Semitecolo Benzon, a Dorsoduro;
- Villa Semitecolo, a Fiesso d'Artico.